# Spiegel van Holland
Spiegel van Holland is Bert Haanstra's tweede film waarin hij een portret maakt van Nederland. De documentaire stamt uit 1950, duurt ongeveer 10 minuten en is in zwart-wit gefilmd.
Het overgrote gedeelte van de beelden bestaat uit weerspiegelingen in het water van Nederlandse landschappen en taferelen. Het Nederlands ministerie voor onderwijs en cultuur stuurde Haanstra naar Cannes, waar deze korte documentaire de hoofdprijs voor het genre won.

## Verhaal
Een jongen staat bij de waterkant en draait zijn hoofd ondersteboven om mee te gaan met de beweging van de wieken van een molen. Na de sequentie met de jongen is de hele film een reis door Nederland, waarin Nederlandse taferelen te zien zijn in de weerspiegeling van het water. Verder in de film komen er steeds vaker waterrimpelingen voor, die een heel bevreemdend effect geven aan het beeld.